# Le Château perdu
Pour le roman de Georges Ferney paru en 1948, voir Le Château perdu (roman).
Pour plus de détails, voir Fiche technique et Distribution.
Le Château perdu est un téléfilm français réalisé par François Chatel, diffusé en 1973.

## Synopsis
D'après les Mémoires de Saint-Simon, ce téléfilm raconte l'épisode du baron de Fargues. En 1662, dix ans après la Fronde, le roi Louis XIV, alors âgé de 24 ans, en ressent encore l'insulte. Le roi déclenche contre le baron de Fargues, ancien frondeur amnistié, une machine judiciaire aveugle pour perdre cet ancien ennemi, allant jusqu'à fabriquer de fausses preuves contre lui, au nom de la raison d'État.
Le comte de Lauzun, le comte de Vardes et le marquis de Guiche découvrent pendant une chasse un château isolé où ils sont accueillis par un mystérieux gentilhomme : le baron de Fargues. De retour à la Cour, ils content leur mésaventure au roi. Celui-ci entre dans une violente colère en apprenant le nom de leur hôte : sous la Fronde, le baron de Fargues avait failli s'emparer du carrosse dans lequel il s'enfuyait avec Anne d'Autriche, sa mère. Inquiet de ce dangereux voisinage, le roi va s'efforcer de faire condamner à mort le baron. Mais la maîtresse de Louis XIV, Louise de La Vallière est maintenant la complice de Lauzun. Sa jolie frimousse fait fondre le roi et en résultat sa mère. Louise fait une intervention pour le baron de Fargues.

## Fiche technique
- Titre : Le Château perdu
- Scénario : Pierre Bost, d'après la pièce de Claude-André Puget
- Genre : film historique
- Durée : inconnue
- Date de première diffusion : 15 mai 1973

## Distribution
- Claude Titre : Baron de Fargues
- Lise Delamare : Anne d'Autriche
- Claude Jade : Louise de La Vallière
- Michel Pilorgé : Louis XIV
- Pierre Nunzi : Comte de Lauzun
- Xavier Saint-Macary : Comte de Guiche
- Gérard Chevalier : Prince de Condé
- Bernard Cara : Monsieur de Lamoignon
- Jacqueline Mille : Madame de Lamoignon